# Palmeral van Elche
De Palmeral van Elche of Palmboomgaard van Elche (Spaans: Palmeral de Elche, Valenciaans: Palmerar d'Elx) is de benaming van een stelsel geïrrigeerde dadelpalmboomgaarden in de stad Elche in Valencia, Spanje.
In 2014 telde het stedelijke gebied van Elche een totaal van 97 verschillende boomgaarden met ongeveer 70.000 dadelpalmen, grotendeels op de oostelijke oever van de Vinalopó. Als de grote palmboomplantages rondom het stedelijk worden meegeteld, dan komt het totaal op ongeveer 200.000 dadelpalmen. 
De palmboomgaarden bedekken een oppervlak van 3,5 km², inclusief 1,5 km² in de stad Elche.
Het is de meest noordelijke palmboomgaard van dit type en de enige in Europa. In 2000 werd de Palmeral van Elche opgenomen in de werelderfgoedlijst van UNESCO.

## Geschiedenis
De eerste dadelpalmen in Elche zijn mogelijk al in de 5e eeuw v.Chr. geplant door Carthagers die zich in zuid-oost Spanje vestigden. De Romeinen introduceerden de eerste uitgewerkte vormen van agrarisch waterbeheer in het gebied. In de Moorse periode werd de stad Elche verplaatst van zijn Romeinse locatie naar de huidige locatie, 7 km noordelijker. De Moren ontwikkelden een ingenieus irrigatiesysteem, gebruikmakend van het enigszins brakke water van de Vinalopórivier. Dit irrigatiesysteem wordt, nagenoeg onveranderd, nog steeds gebruikt in de palmboomgaarden. Ook de huidige landschappelijke indeling van de palmboomgaarden stamt uit de periode dat de stad door de Moren werd bestuurd, van de 7e tot de 10e eeuw.
In de 14e eeuw, na de herovering (Reconquista) van het Iberisch Schiereiland door christelijke koninkrijken, ontwikkelde zich in Elche de ambachtelijke verwerking van gedroogde en geweven palmbladeren die werden gebruikt al decoratie bij de religieuze processies op Palmzondag. Ook vonden er in de 17e eeuw enkele verbeteringen plaats in het waterbeheer, zoals de aanleg van een dam in de Vinalopó, 6 km stroomopwaarts van Elche, waarmee de watertoevoer van het irrigatiesysteem werd verbeterd. Ook werden wetten uitgevaardigd ter bescherming van de Palmeral.

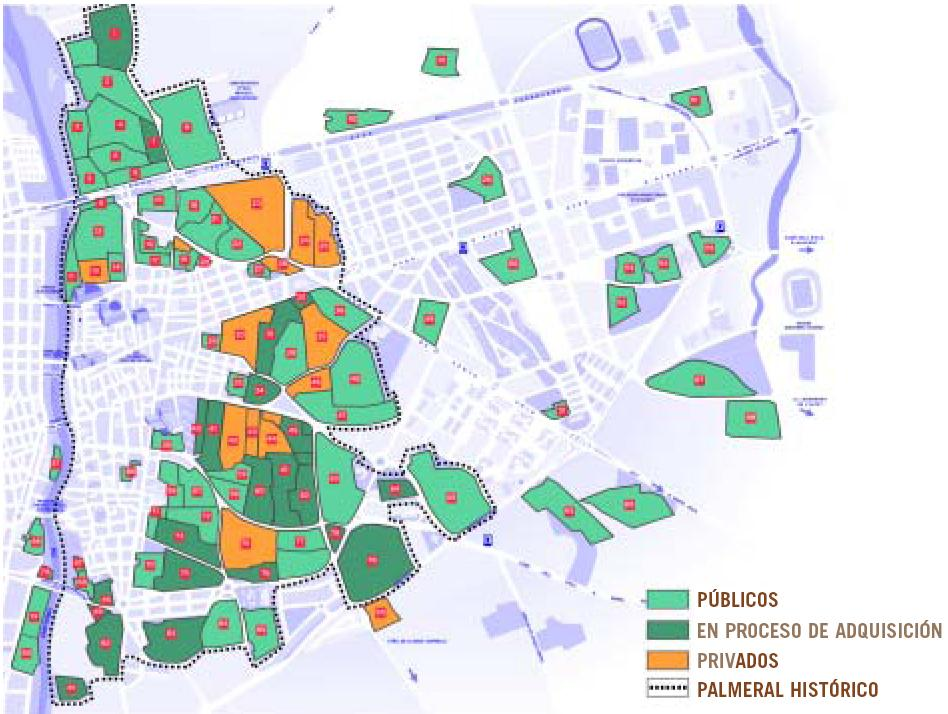
De boomgaarden binnen de stippellijn maken deel uit van het werelderfgoed. De groen gekleurde boomgaarden zijn publiek eigendom, de geel gekleurden zijn privébezit. De Vinalopó markeert de westelijke grens van het erfgoed.

De palmboomgaarden vormen een betrekkelijk compact geheel in het oostelijke deel van de oude stad. Van boven gezien vormen de veelal rechthoekige percelen (horts in het Valenciaans) een onregelmatig rasterpatroon. Ze waren vroeger omgeven door cascabots (hekwerken van gevlochten droge palmbladeren die nu maar sporadisch voorkomen) of door een tot twee meter hoge stenen muren die grotendeels bewaard zijn gebleven. Op de percelen staan de oude woningen van de eigenaren of pachters. De meeste huizen verkeren nu in slechte staat. Veel huizen zijn opgekocht door de gemeente Elche en worden niet meer bewoond; ook de huizen in privaat eigendom worden veelal niet meer bewoond vanwege de bouwbeperkingen voortvloeiend uit de wetten die de Palmeral beschermen.

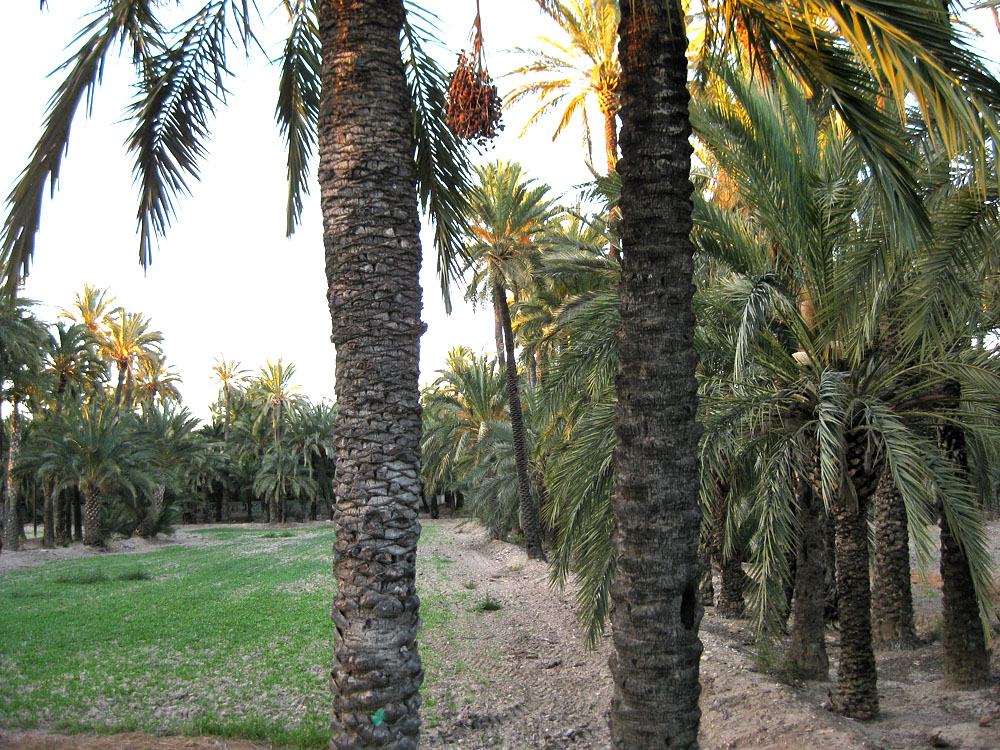
Een van de vele rechthoekige percelen in de palmeral.

De palmbomen werden in enkelvoudige of dubbele rijen geplant langs de rand van de irrigatiekanalen. De dadelproductie was oorspronkelijk bedoeld voor menselijke en dierlijke consumptie. De terrassen die waren aangelegd binnen de percelen werden vooral gebruikt voor de teelt van gewassen met een hogere waarde, als granaatappel en diverse groentes, die goed konden gedijen dankzij het irrigatiesysteem en de schaduw van de palmbomen. Dit geavanceerde landbouwsysteem was bij uitstek geschikt voor het droge klimaat van Elche, met een jaarlijkse neerslag van slechts 250 mm en zomertemperaturen boven de 30 °C, en betekende een sterke stimulans voor de landbouw.
Met de groei van de stad in de 17e eeuw werd een deel van de palmen gerooid. Dit proces werd versneld door de industriële revolutie en de komst van de spoorweg in de 19e eeuw. De agrarische functie van de palmeral ging geleidelijk aan verloren. Halverwege de 20e eeuw was de dadeloogst (in november-december) nog slechts een marginale activiteit en voornamelijk bedoeld voor eigen gebruik of voor beperkte lokale consumptie.
Ondanks de sterk verminderde economische betekenis van de Palmeral werden de boomgaarden geconserveerd. In de loop der jaren werd een aantal palmboomgaarden veranderd in stadsparken, waarbij hun oorspronkelijke structuur ongewijzigd bleef. Tegenwoordig heeft de Palmeral vooral een landschappelijke en culturele waarde. De resterende economische betekenis bestaat voornamelijk uit de productie van "witte palmen": natuurlijk gebleekte palmbladeren die ambachtelijk worden verwerkt en in heel Spanje, en zelfs daarbuiten, worden verkocht als decoratie en voor gebruik tijdens de processies op Palmzondag. De palmbomen zijn deel gaan uitmaken van de lokale culturele identiteit, hetgeen onder meer tot uitdrukking komt in de witte palmbladen op het stadswapen van Elche.

### Bescherming en erkenning als werelderfgoed
In de jaren twintig werd de dreiging van het verdwijnen van de palmboomgaarden erkend en in de jaren dertig volgden de eerste pogingen de overgebleven boomgaarden wettelijk te beschermen. Maar in de praktijk bleef het beheer van de palmboomgaarden grotendeels ongereguleerd tot 1986, toen de regionale overheid van Valencia een wet ter bescherming van de Palmeral van Elche uitvaardigde, waarin het traditionele gebruik van de palmboomgaarden werd gereglementeerd en een verbod werd ingesteld op veranderingen die een aantasting zouden kunnen vormen van de oorspronkelijke structuur en het onderhoud van de Palmeral.
In 2000 werd de Palmeral van Elche opgenomen in de werelderfgoedlijst van UNESCO als voorbeeld van de overdracht van landbouwpraktijken vanuit een cultuur en continent naar een andere:
De Palmeral is een oase, een systeem voor agrarische productie in droge gebieden. De palmentuin is een typisch kenmerk van Arabische landbouwpraktijken die naar Europa zijn gebracht tijdens de islamitische bezetting.— Palmeral van Elche, UNESCO
Sinds het begin van de 21e eeuw worden de palmboomgaarden van Elche in toenemende mate bedreigd door de rode palmkever (Rhynchophorus ferrugineus).